# Androtium
Androtium, monotipski biljni rod iz porodice vonjača. Jedina vrsta je A. astylum iz zapadne Malezije (Johor na Malajskom poluotoku, sjeverozapadni Borneo)

## Ime
Generičko ime Androtium dolazi od grčkog i znači "muška ušna resica", a odnosi se na oblik režnja prašnika. Ime vrste astylum je iz latinskog što znači "bez stila", a odnosi se na jajnik biljke.

## Opis
To je drvo u vlažnom tropskom biomu, neizvjesnog filogenetskog položaja koje naraste do 20 metara (po drugima do 16) visoko s promjerom debla do 17 cm Ø. Njegova hrapava kora je čokoladnosmeđe boje sa sivim mrljama. Cvjetovi su bijeli. Plodovi su dugi do 1,5 cm (0,6 inča). Listovi eliptični, široko jajoliki ili obrnuto jajasti, 4½-10 x 2-5½ cm, goli, ponekad slabo dlakavi s donje strane i goli; Latice s bijelim vrhom inače ružičaste, jajasto-duguljaste ili blago eliptične, 2-3 puta ⅔-l mm. Prašnici ½-l mm; Metlice l-8½ cm duge, puberulozne; Plodni jajnik oko ½ mm ø, sterilne manje.